# Megastigmus albifrons
Megastigmus albifrons är en stekelart som beskrevs av Walker 1869. Megastigmus albifrons ingår i släktet Megastigmus och familjen gallglanssteklar. Inga underarter finns listade i Catalogue of Life.